# 집성사
집성사(集成祠)는 전라남도 나주시 봉황면 와우리 559-1번지에 있는 사당이다. 2013년 11월 11일 나주시의 향토문화유산 제31호로 지정되었다.

## 지정 사유
집성사는 순흥안씨 안달득(1797~1810)이 1810년 와우리 누실에서 봉동으로 이주하면서 일문을 이룬 후 안봉강(1868~1934)등이 주축이 되어 진주 道統祠도에서 삼성을 봉안한 예를 따라 공자 주자 안유의 진영을 모사하여 봉안하면서 집성사라 하였다. 이후 동재 재성재 서재 재명실을 갖추었다. 순흥안씨의 나주지역 사회에서의 역할에 대한 실증적 자료로서 중요하다. 강당건물인 옥진당은 근대시기에 지어진 건물로 당시의 가구부재를 온전히 보전하고 있으며 아궁이와 굴뚝 구멍이 잘보존되어 있는 보전가치가 높다.